# Domeykoa perennis
Domeykoa perennis är en flockblommig växtart som beskrevs av Ivan Murray Johnston. Domeykoa perennis ingår i släktet Domeykoa och familjen flockblommiga växter. Inga underarter finns listade i Catalogue of Life.